# Швельм
Швельм (нем. Schwelm) — город в Германии, районный центр, расположен в земле Северный Рейн-Вестфалия.
Подчинён административному округу Арнсберг. Входит в состав района Эннепе-Рур. Население составляет 28 614 человек (на 31 декабря 2010 года). Занимает площадь 20,5 км². Официальный код — 05 9 54 024.
Город подразделяется на 13 городских районов.
Через город проходит общеевропейская католическая паломническая дорога Святого Иакова.
| Год  | Население |
| ---- | --------- |
| 1995 | 30 750    |
| 2000 | 30 787    |
| 2005 | 30 103    |
| 2010 | 29 012    |

## Родившиеся в Швельме
- Гёкке, Вильгельм (1898-1944) — оберштурмбаннфюрер СС, комендант концлагерей Варшау и Кауен
- Хайнеман, Густав (1899-1976) — федеральный президент бывшей западной ФРГ (1969—1974).

## Фотографии

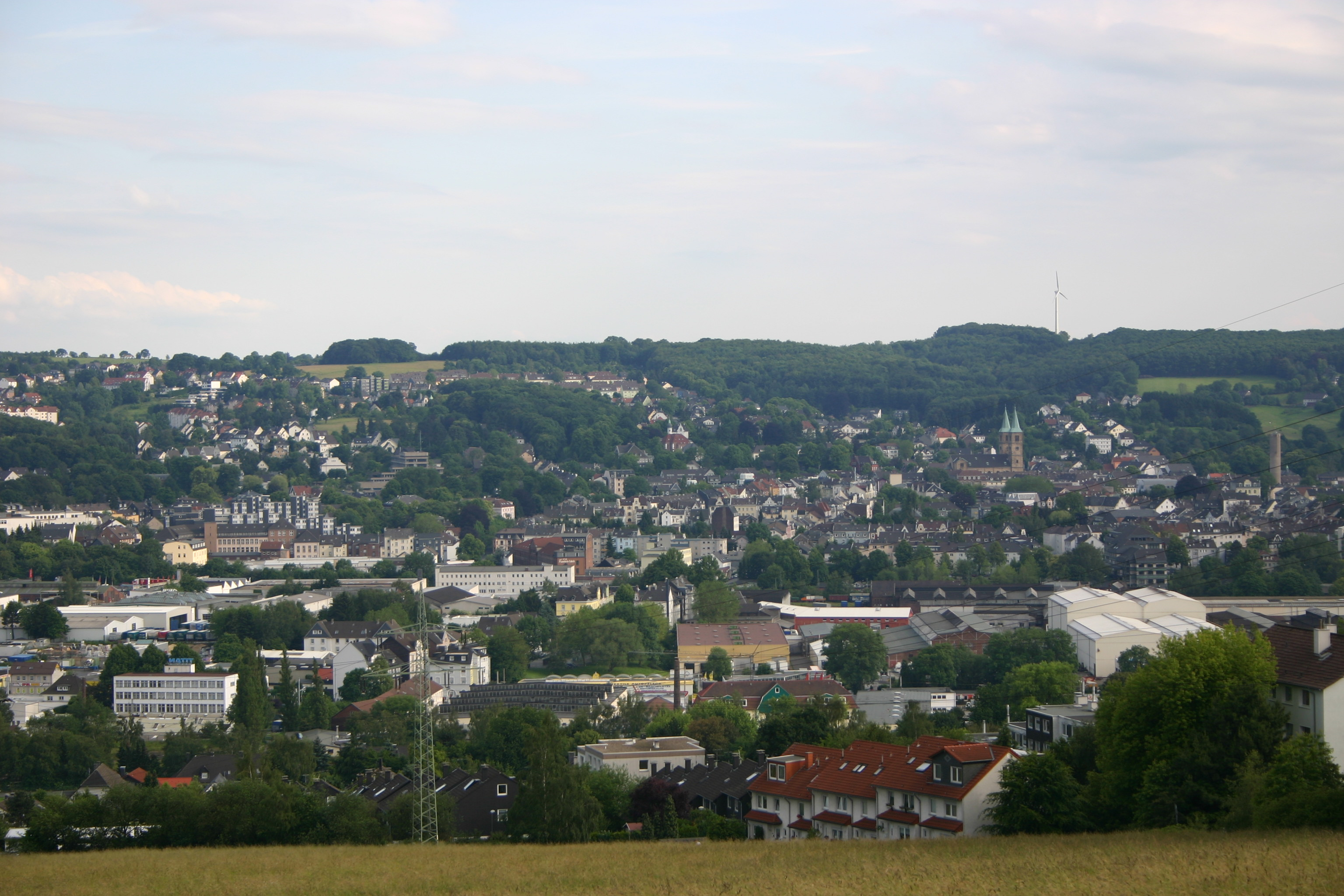
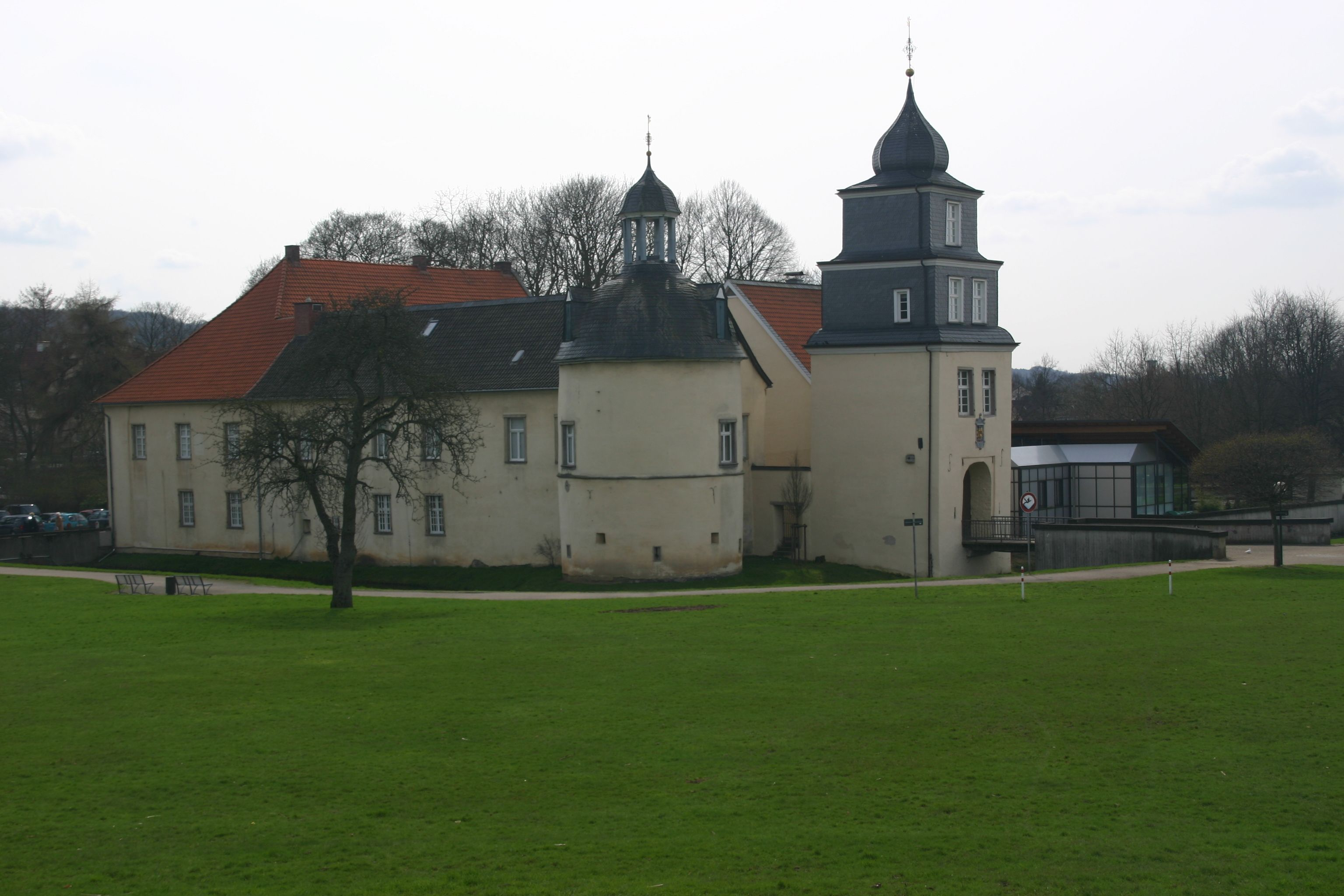
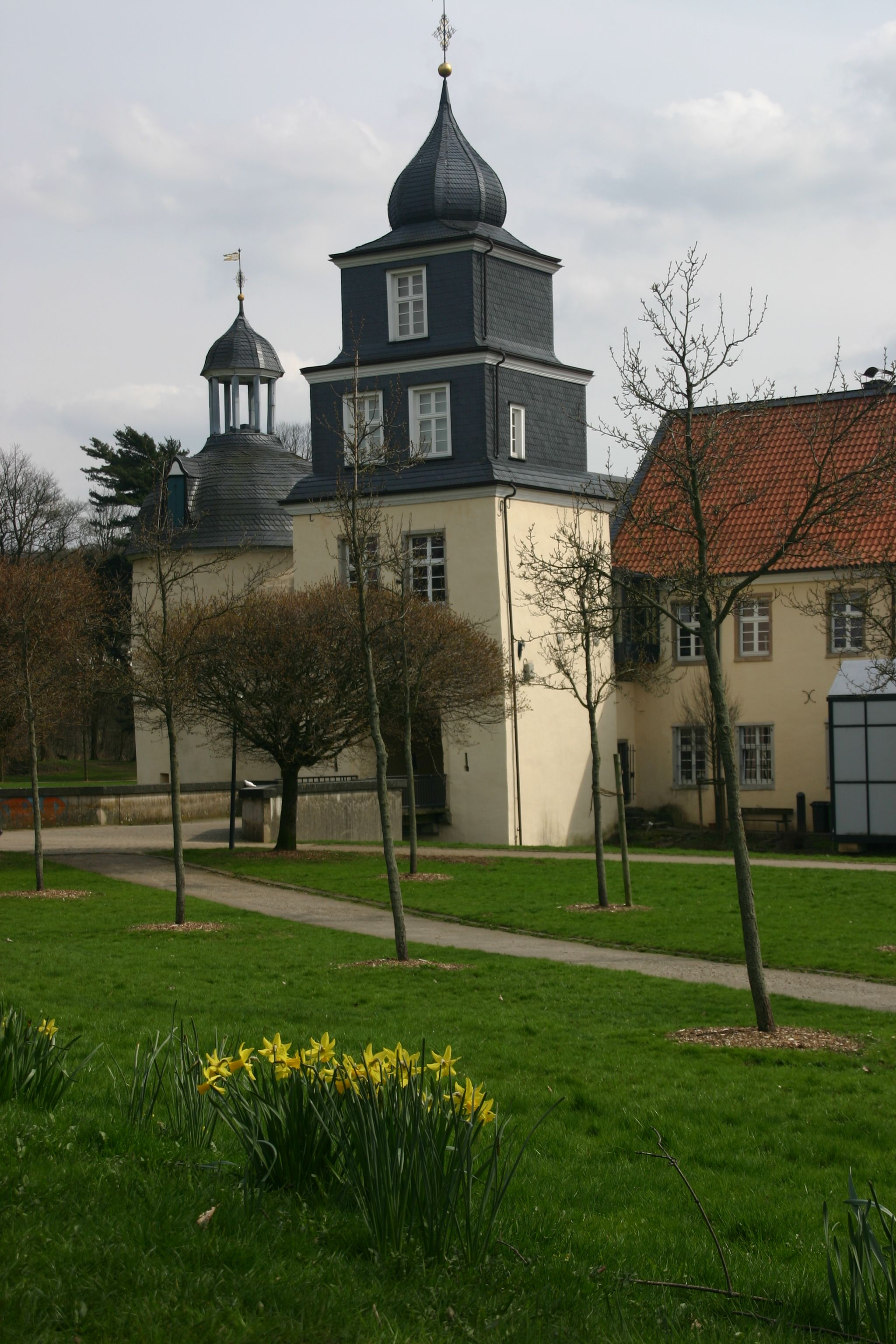
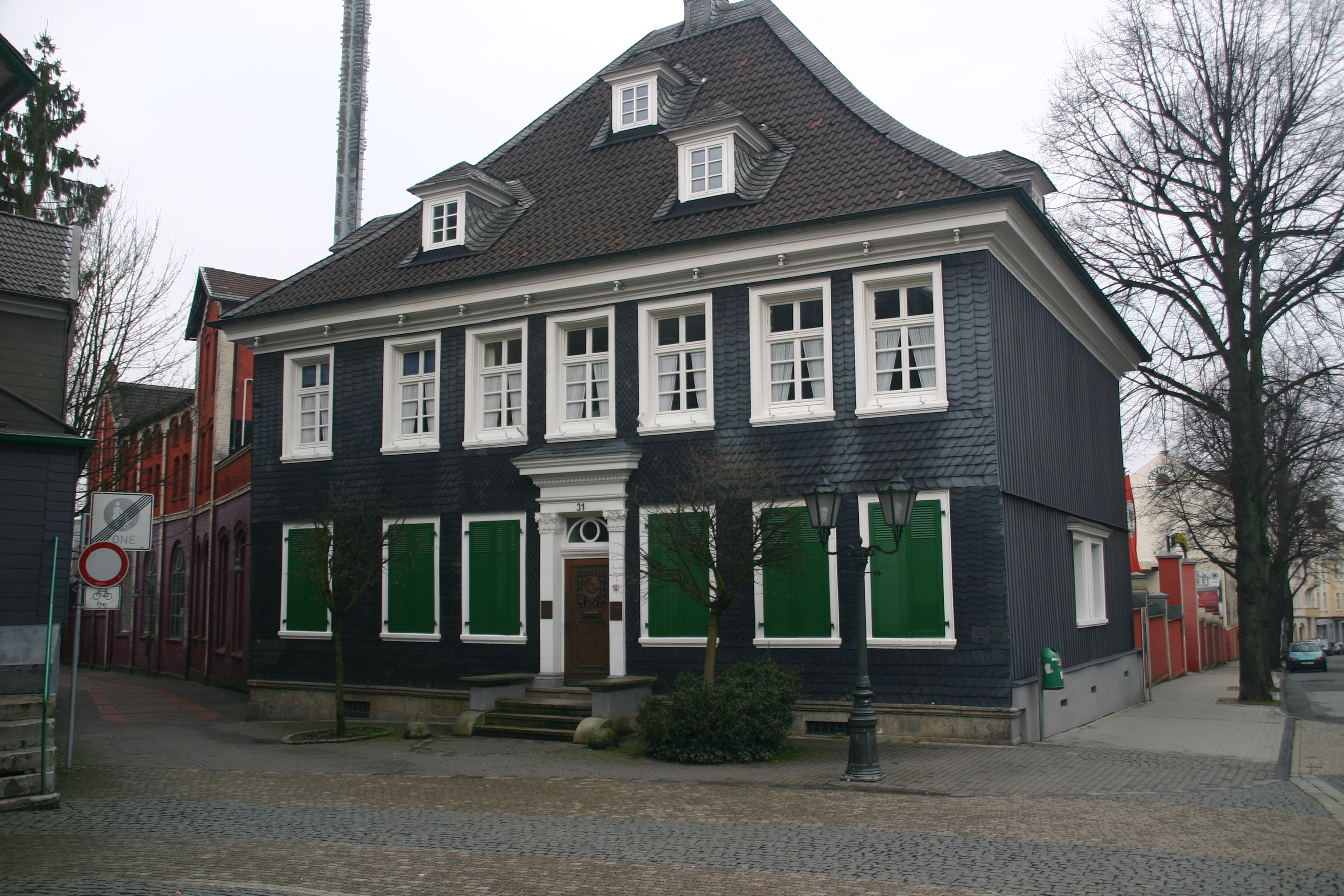
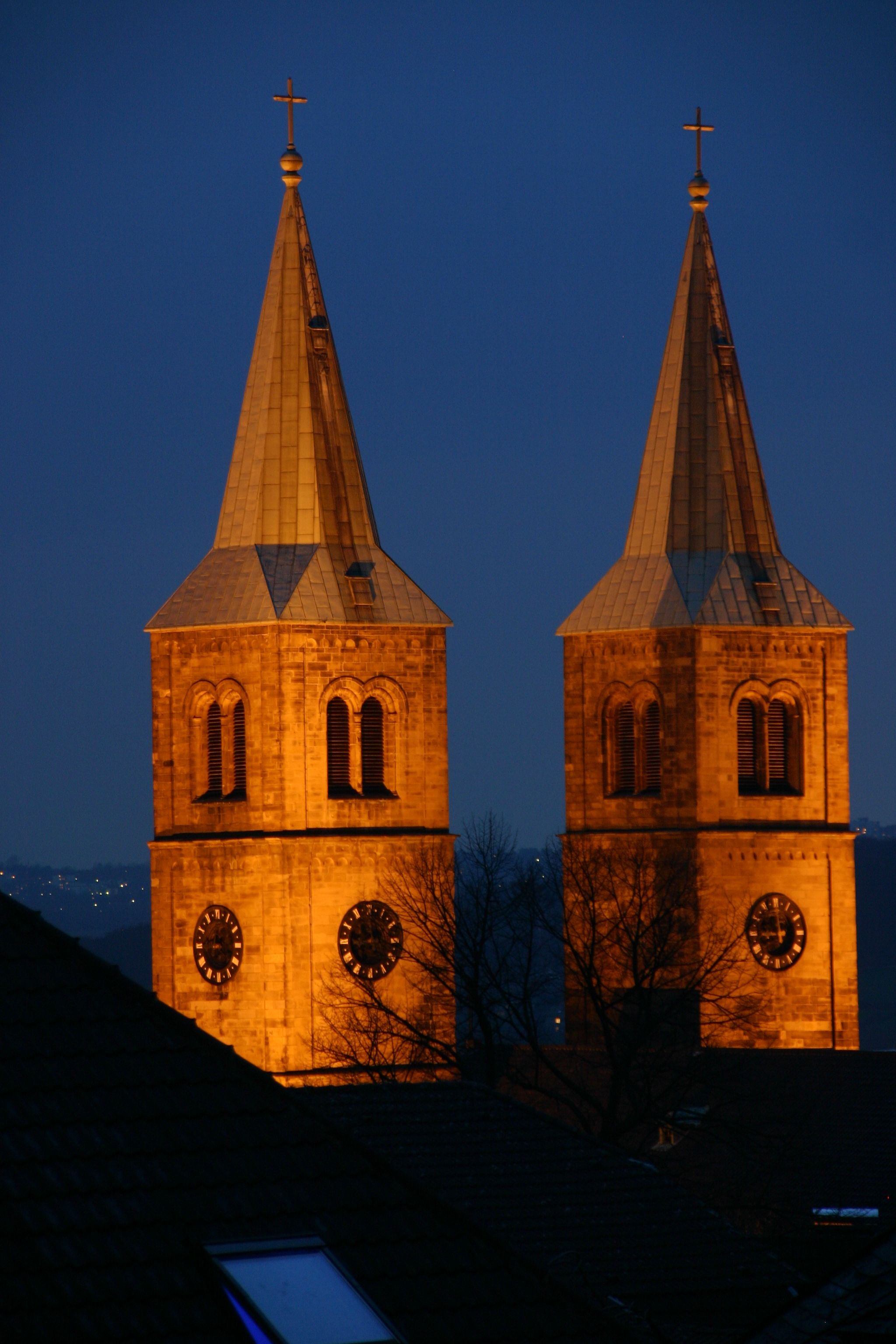
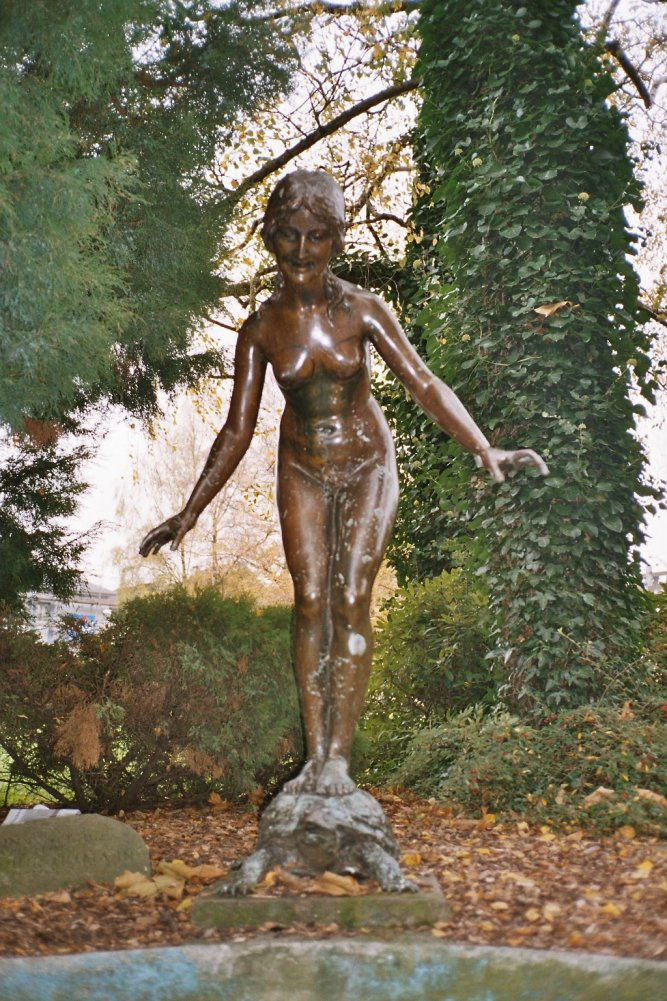